# Cystiplana
Cystiplana är ett släkte av plattmaskar. Cystiplana ingår i familjen Cystiplanidae.
Kladogram enligt Catalogue of Life:
| Cystiplana | \| \| Cystiplana karlingi \| \| \| \| \| \| Cystiplana paradoxa \| \| \| \| \| \| Cystiplana rubra \| \| \| \| |
|            | \| \| Cystiplana karlingi \| \| \| \| \| \| Cystiplana paradoxa \| \| \| \| \| \| Cystiplana rubra \| \| \| \| |
|            | Cystiplex |
|            | |
|            | Cystirete |
|            | |
|            | Nigerrhynchus                                                                                                  |
|            | |
|            | Cystiplana karlingi                                                                                            |
|            | |
|            | Cystiplana paradoxa                                                                                            |
|            | |
|            | Cystiplana rubra                                                                                               |
|            | |

|  | Cystiplana karlingi |
|  |                     |
|  | Cystiplana paradoxa |
|  |                     |
|  | Cystiplana rubra    |
|  |                     |